# Grateful Rebirth
『Grateful Rebirth』（グレイトフル・リバース）は、2016年6月8日にSHAMANIPPONより発売された堂本剛のミニ・アルバム。

## 解説
堂本自身初めてとなるミニ・アルバムでのリリースであり、アルバムとしては、2015年5月発売の『TU』以来約1年ぶりの作品。2015年に行われたライブツアーの模様をまとめたDVD・Blu-ray「TSUYOSHI DOMOTO TU FUNK TUOR 2015」と同時発売予定。
前作以降に発表された作品では、TBSテレビ「王様のブランチ」内のコーナー「買い物の達人」のテーマソングとして制作された「偉魂（読み：えらソウル）」、2016年2月にZeppブルーシアター六本木にて行われたライブ「TU FUNK ALL STARS CON!CER～TU」において先行披露された「T&U」「Break a bone funk」「I've found my voice」（初回盤のみ）が収録されている。
初回盤には、大自然の中で撮影をした16Pブックレットや「TU FUNK ALL STARS CON!CER～TU」の中で披露された本作の収録曲「偉魂」のライブミュージッククリップ及びライブドキュメンタリーが収録されたDVDが付属している
。
また、同時発売となるDVD・Blu-rayとの連動企画として、封入される応募券による抽選でミニフォトブックプレゼントが企画されている。

## 収録曲
全作詞・作曲：堂本剛
編曲：十川ともじ(「ある世界」以外全曲)、
SWING-O(「ある世界」のみ)

### とくべつよしちゃん盤（初回盤）

#### CD
1. T&U
2. Break a bone funk
3. 偉 魂（えらソウル）
4. ある世界
5. I've found my voice
初回盤のみ収録

#### DVD
1. 偉 魂 Live Music Clip in「TU FUNK ALL STARS CON!CER～TU」& Documentary

### ふつうよし盤（通常盤）

#### CD
1. Believe in intuition・・・
通常盤のみ収録
2. T&U
3. Paint it, fill it with love
通常盤のみ収録
4. ある世界
5. 偉 魂
6. Break a bone funk
7. Be grateful
通常盤のみ収録